# Gama aeneoviridis
Gama aeneoviridis är en skalbaggsart som beskrevs av Moser 1918. Gama aeneoviridis ingår i släktet Gama och familjen Melolonthidae. Inga underarter finns listade i Catalogue of Life.